# Griffin Easter
Griffin Easter (Claremont, California, 6 de noviembre de 1991) es un ciclista profesional estadounidense de ruta.

## Palmarés
2017
- 1 etapa de la Vuelta a Colombia[3]

2018
- 1 etapa del Tour de Beauce

2019
- 1 etapa del Tour de Beauce

## Equipos
- Airgas/Illuminate (2014-2017)
  - Airgas Cycling (2014)
  - Airgas - Safeway Cycling (2015)
  - Team Illuminate (2016-2017)
- 303Project (2018-2019
- Start Cycling Team (2021)
- Team Illuminate (2022)